# ボードゥアン2世 (エルサレム王)
ボードゥアン2世・デュ・ブール（ボードゥアン2せい・デュ・ブール、Baudouin II du Bourg、1075年頃 - 1131年8月21日）は、第1回十字軍に参加したフランスの貴族。2代エデッサ伯（在位：1100年 - 1118年）、後に2代エルサレム王（在位：1118年 - 1131年）となった。

## 生涯
ボードゥアンはルテル伯ユーグ1世とメリザンド・ド・モンレリの子で、初代エデッサ伯でのち初代エルサレム王となったボードゥアン1世の遠縁にあたる。また、ボードゥアンの後にエデッサ伯を継いだジョスラン1世・ド・クルトネーとは母親同士が姉妹という関係である。
エルサレムの初代聖墓守護者ゴドフロワ・ド・ブイヨンが1100年に嗣子なく死去した際に、ゴドフロワの弟でエデッサ伯であったボードゥアン1世がエルサレム王となり、遠縁のボードゥアンがエデッサ伯位を継いだ。エルサレム王となったボードゥアン1世には子供がいなかったため、自らの第一の後継者として兄ブローニュ伯ウスタシュ3世、さらに兄が継承できなかった場合の選択肢としてボードゥアンを指名していたが、1118年4月2日、ボードゥアン1世が死去した数日後にエルサレムにいたボードゥアン2世が在地貴族の支持により王位に就き、一方、フランスにいたウスタシュは弟の死の報を聞きエルサレムに向かったものの、ボードゥアンがエルサレム王位に就いたことを聞き引き返し、こうして、ボードゥアン2世のエルサレム王位は確定した。
エルサレム王となったボードゥアン2世は、ボードゥアン1世時代まで王国の中枢を占めていたロレーヌ出身貴族に代えて、自らと血縁関係のある一族（ルテル家、モンレリ家、クルトネー家）や新参のブリズバール家を厚遇した。1119年6月28日、義弟（妹の夫）でアンティオキア公国の摂政であったサレルノ伯ロジェ（ルッジェーロ）がアルトゥク朝のイル・ガーズィーとの戦いで戦死し、ボードゥアンが若年の公ボエモン2世の摂政をつとめることとなった。ボエモン2世とは娘アリックス（アリス）と結婚させることで連携をさらに強めたが、1130年にボエモン2世が死去すると、自らの権力維持を狙う娘アリックスと対立した。
1123年4月18日、ボードゥアンは北シリアでイル・ガーズィーの甥バラクに捕まりディヤルバクルのカルプー城塞に幽閉され、帰還できたのは1年後のことであった。帰還後から1129年にかけて、ボードゥアンはアンティオキア公国やエルサレム王国の防衛のためアレッポやダマスカスの占領を試みたが、果たすことはできなかった。
ボードゥアンには4人の娘がいたが男子がいなかったため、長女メリザンドを後継者とし、アンジュー伯フルク5世と結婚させた。二人の間には1130年に後のボードゥアン3世が生まれ、ボードゥアンは1131年死去する際に、孫ボードゥアンをメリザンドとフルク5世の共同相続人とした。ボードゥアンの死により、メリザンドとフルク5世が共同統治の形で王位を継承した。
ボードゥアン2世はエルサレム王に即位した後、岩のドームにあった自らのかつての宮殿の一角、通称「ソロモンの神殿」と呼ばれた場所を修道騎士会に提供し、それがテンプル騎士団の由来となった。

## 子女
エデッサ伯時代の1101年にアルメニアのメリテネ領主ガブリエルの娘モルフィアと結婚し、4女をもうけた。
- メリザンド（1110年頃 - 1161年） - エルサレム女王、アンジュー伯フルク5世と結婚。
- アリックス（アリス、1110年頃 - ?） - アンティオキア公ボエモン2世と結婚。
- オディエルヌ（1110年頃 - 1164年頃） - トリポリ伯レーモン2世と結婚。息子レーモン3世はエルサレム王国の摂政をつとめた。
- イヴェット（英語版）（1120年頃 - ?） - ベタニアの聖マリア・聖マルタ修道院長